# 亀井陸良
亀井 陸良（かめい ろくろう、明治4年2月6日（1871年3月26日） - 1923年（大正12年）3月11日）は戦前日本の新聞記者。
古河鉱業に勤務中、義和団事件におけるロシア帝国軍の満洲駐留に危機感を覚え、北京を拠点に時事新報、順天時報で対露主戦論、対中強硬論を唱えたが、晩年はパリ講和会議で聞いた国際連盟構想に影響を受け、一転して中国権益の放棄を主張した。

## 生涯

### 記者活動前
明治4年（1871年）2月6日大分県下毛郡万田村に医者亀井玄理の次男として生まれた。中津に出て山田小太郎の私塾に学んだ後、1888年（明治21年）上京し、1893年（明治26年）慶應義塾大学部法律科に進学した。在学中は中年寮舎監を務めて学資を稼ぎ、1895年（明治28年）12月大学部法律科を卒業した。
1897年（明治30年）古河鉱業に入社し、足尾銅山庶務課長として足尾鉱毒事件の対応に当たった。1898年（明治31年）病気のため帰郷し、1900年（明治33年）に帰京後は東京本店に勤務した。

### 時事新報時代

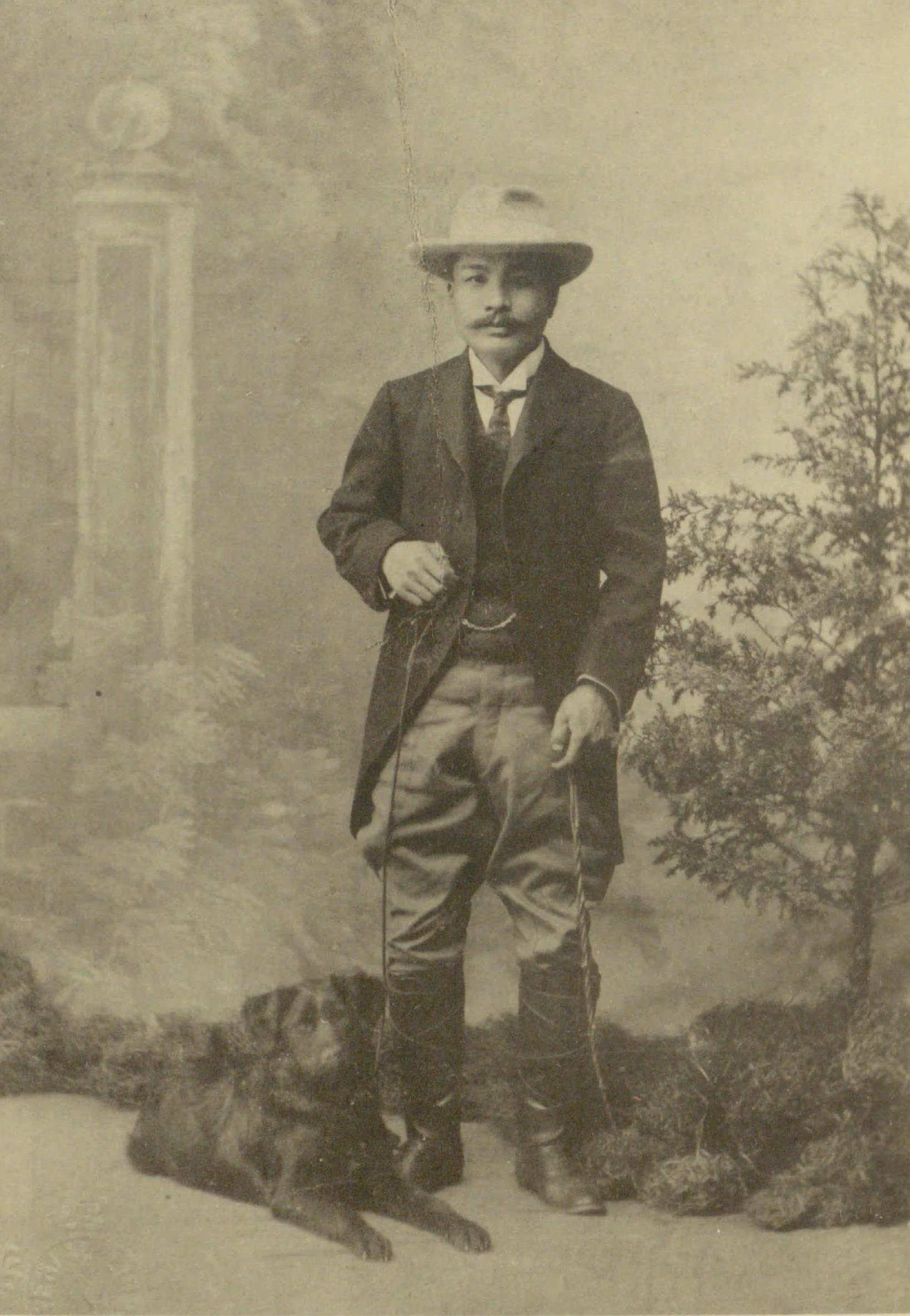
1903年（明治36年）頃

在学中に愛国主義、国権主義の薫陶を受けた陸良は、1902年（明治35年）義和団の乱においてロシア帝国軍が満洲に駐留したことに危機感を覚え、古河鉱業を退職して時事新報社に入社し、3月末北京特派員として清に渡り、政府の対外拡張政策を支持して対露主戦論の論陣を張った。
1903年（明治36年）にはロシアと清の間で対日戦を想定して締結された露清密約の存在をスクープしたが、その際ロシア公使が「日本が我露国に対して戦を開く如き、鎧袖一触、立ち所に之を粉砕せんのみ」と発言したと報じて日本の世論を煽り、時事新報の部数拡大に貢献した。
日露戦争が開戦すると、青木宣純大佐の特別任務班に参加し、自ら工作活動に加わった。
1909年（明治42年）11月渡欧し、1910年（明治43年）イギリスでジョージ5世の戴冠式に参列した。

### 順天時報時代

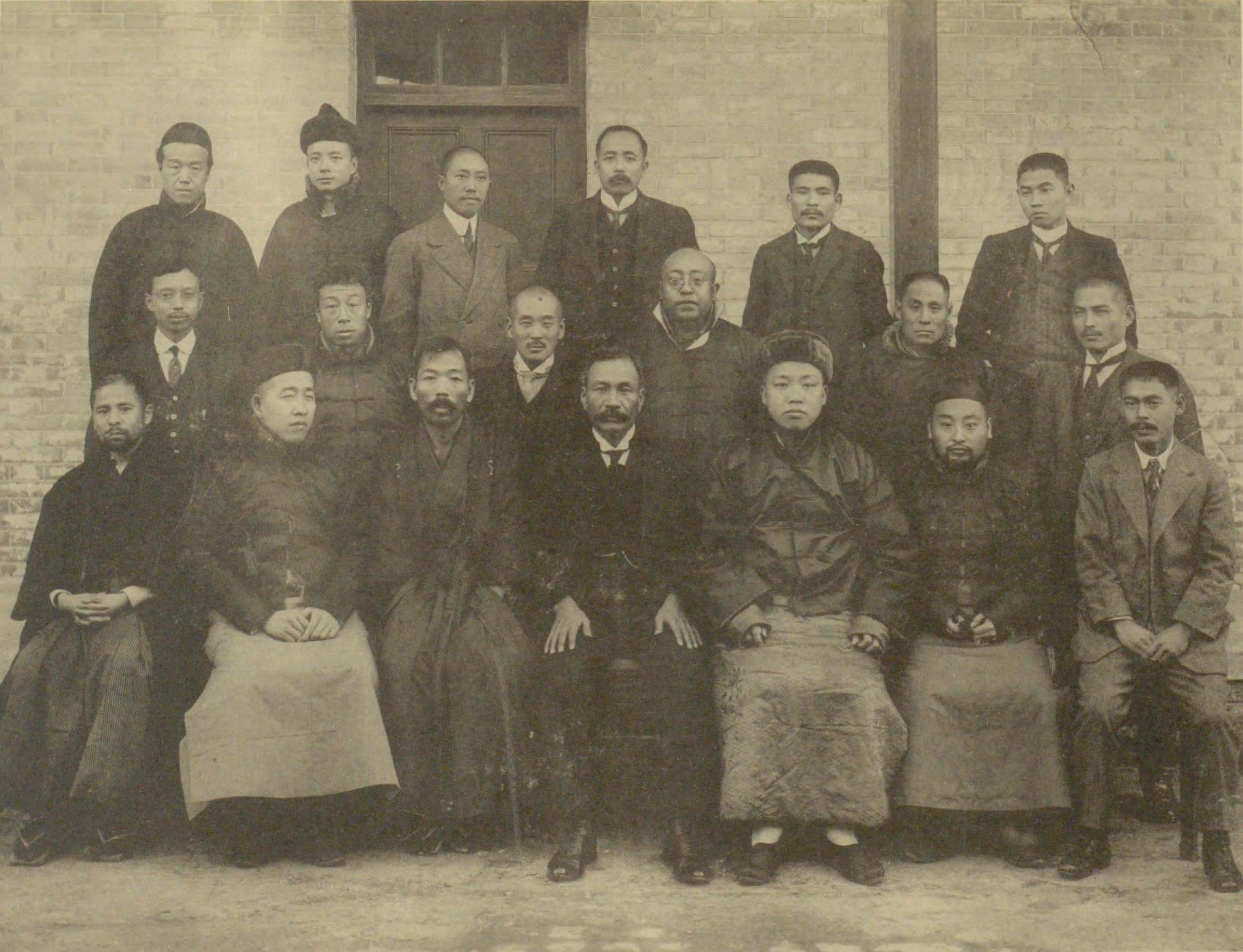
順天時報社長時代

渡欧中の1911年（明治44年）、北京において順天時報社長上野岩太郎が退任することになったが、日本公使館は陸良を後任に推すことでまとまったため、イタリア大使林権助から話を受け、9月帰国し、11月北京に着任した。
就任時の社説では民間交流による日中親交を主張しつつも、1914年（大正3年）交詢社での講演においては、日本が欧米に対抗できる国力を付けるまで中国の領土保全を名目に多くの日本人を中国に移住させ、実権を握ることを提案している。
1915年（大正4年）頃腎結核のため帰国したが、順天堂病院で阿久津三郎の手術を受けて快復し、北京に戻った。
1915年（大正4年）日本が袁世凱の北京政府に対し対華21カ条要求を提出すると、これを強く支持し、政府が態度を軟化させないよう中島真雄と共に在北京大使日置益に圧力をかけ、帰国した中島を介して交渉の模様を逐一日本に発信した。
袁世凱が中華帝国建国を計画した際にも、順天時報を挙げて反対した。
1917年（大正6年）段祺瑞政権を援助した西原借款に憤慨して順天時報社長を辞職し、時事新報理事に転じた。

### 平和主義への転向

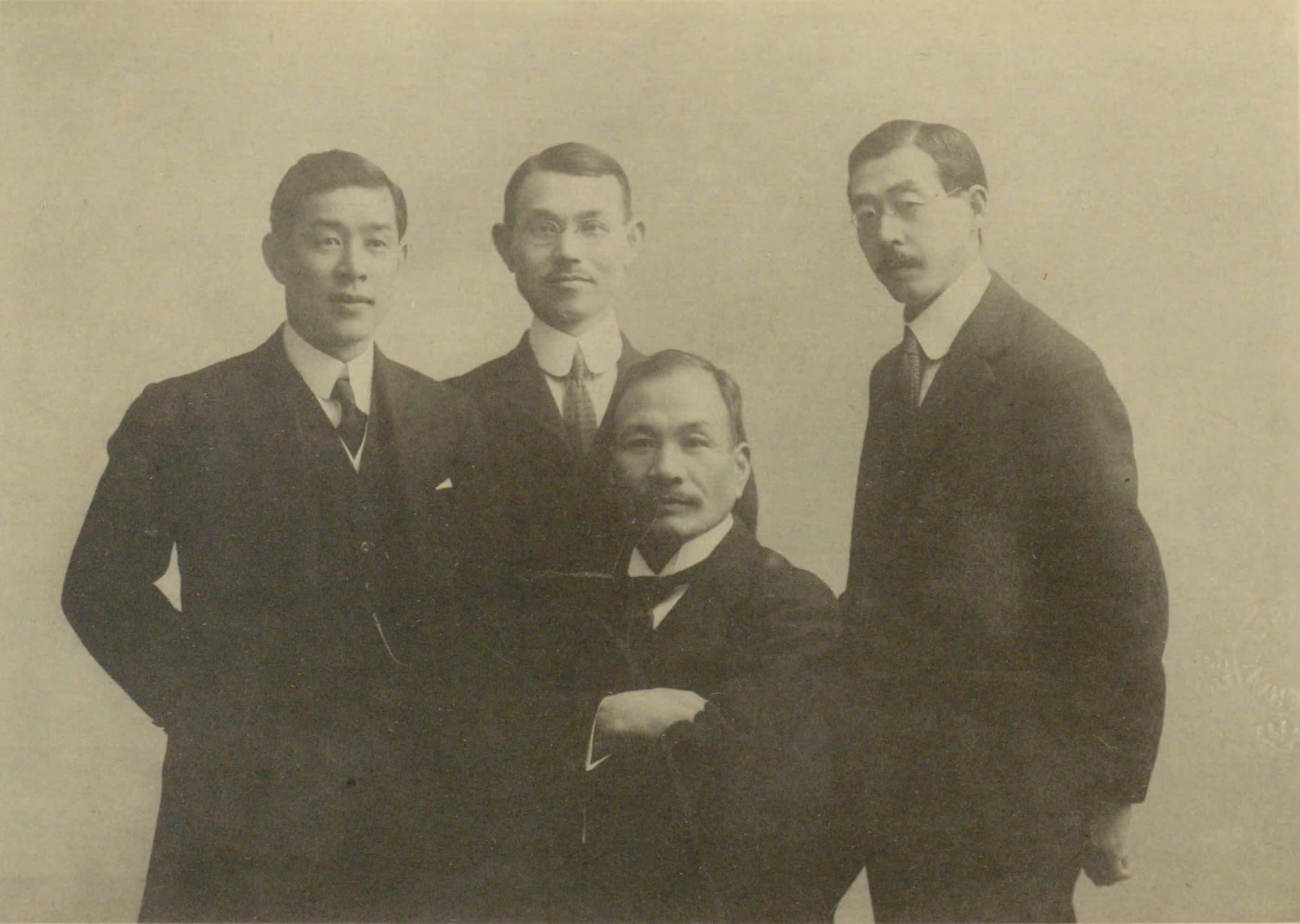
パリ講和会議に臨む時事新報関係者

第一次世界大戦が終結した1918年（大正7年）末パリ講和会議に派遣された。会議ではウッドロウ・ウィルソン大統領が国際連盟構想を提唱し、当初は反感を覚えたものの、ドイツに賠償を求めるだけでは世界平和が保障されないとの道理に納得した。帰途ワシントンD.C.で第1回国際労働会議に参加し、1920年（大正9年）2月帰国した。
帰国後、会議に参加した馬場恒吾、小村俊三郎、佐藤安之助等と共に松岡洋右、坂田重次郎、田中国重、木村鋭市等を招いた座談会では、日中親善のため南満洲鉄道を放棄し、満洲を返還することを主張した。一水会では中国の反日政策は日本に責任があると論じ、これを聞いた本多熊太郎と有吉明から病気を疑われている。
1921年（大正10年）4月の東亜新聞大会ではウィルソン大統領の国際連盟構想に賛意を示し、愛国主義と国際主義を融和し、正義、公道、博愛、平等の原則に基づき世界平和を実現することを説いた。同年『国際連盟』誌において軍備縮小、山東撤兵、労働法規制定、アヘンの4問題に取り組む必要性を主張した。

### 死去
晩年は高木陸郎の茅ヶ崎の別荘に療養した。1923年（大正12年）3月11日鎌倉の僑居で死去し、多磨墓地2区甲種5側24番に葬られた。戒名は廓然院大信居士。

## 家族
- 父：亀井玄理 - 医者[3]。
- 母：千代[19]
  - 兄：亀井禎治 - 医者[3]。
- 妻：亀井嘉子[19]
  - 長男：亀井良一 - 慶應義塾大学卒業、日東化学工業八戸工場勤務[20]。
  - 次男 - 早稲田大学卒業、大倉火災海上保険勤務[20]、横須賀重砲兵連隊入隊[21]。
  - 三男 - 早稲田大学在学[21]。
  - 長女 - 家政学校卒業[21]。
  - 次女 - 大阪医科大学栄養研究所教員[21]。